# Синхронное плавание на летней Универсиаде 2013
Соревнования по синхронному плаванию на XXVII Всемирной Летней Универсиаде прошли с 5 по 9 июля. Разыграно 4 комплекта наград (в сольных упражнениях, дуэтах, групповых упражнениях и комбинациях).

## Расписание соревнований
| П | Предварительные раунды | ½ | Полуфиналы | Ф | Финал |

| Турнир     | 5 июля День 0 | 6 июля День 1 | 7 июля День 2 | 8 июля День 3 | 9 июля День 4 |
| ---------- | ------------- | ------------- | ------------- | ------------- | ------------- |
| Соло       | П             |               |               |               | Ф             |
| Дуэты      |               |               | П             | Ф             |               |
| Группы     |               | П             |               | Ф             |               |
| Комбинация |               |               | П             |               | Ф             |

## Медали

### Медалисты
| Дисциплина | Золото | Серебро | Бронза |
| Соло       | Россия Светлана Ромашина | Япония Юкико Инуи | Италия Линда Черрути |
| Дуэты      | Россия Светлана Колесниченко Светлана Ромашина | Япония Юкико Инуи Рисако Мицуи                                                                                              | Италия Костанца Ферро Линда Черрути                                                                                                |
| Группы     | Россия Светлана Колесниченко Дарья Коробова Александра Пацкевич Елена Прокофьева Анжелика Тиманина Влада Чигирёва Алла Шишкина Мария Шурочкина                          | Япония Маё Итояма Хикару Кадзумори Кэи Марумо Рисако Мицуи Канами Накамаки Миса Сугияма Тисато Хага Айка Хакояма            | США Хадиджа Занотто Мария Королёва Мэдисон Крокер Оливия Морган Мишель Мур Розилин Тегарт Морган Фуллер Меган Хэнсли               |
| Комбинация | Россия Александра Зуева Михаела Каланча Дарья Коробова Анися Ольхова Александра Пацкевич Елена Прокофьева Анжелика Тиманина Влада Чигирёва Алла Шишкина Мария Шурочкина | Япония Юкико Инуи Маё Итояма Хикару Кадзумори Кэи Марумо Рисако Мицуи Канами Накамаки Миса Сугияма Тисато Хага Айка Хакояма | Венгрия Лили Эдит Блашко Чилла Вандор Юлия Кишш Жужана Ковач Кинга Колтаи Жофия Ласло Река Ласло Шара Трингер Эперке Китти Фазекаш |

### Общий зачёт
| Место | Страна  | Золото | Серебро | Бронза | Всего |
| ----- | ------- | ------ | ------- | ------ | ----- |
| 1     | Россия  | 4      | 0       | 0      | 4     |
| 2     | Япония  | 0      | 4       | 0      | 4     |
| 3     | Италия  | 0      | 0       | 2      | 2     |
| 4     | США     | 0      | 0       | 1      | 1     |
| 4     | Венгрия | 0      | 0       | 1      | 1     |
| Всего | Всего   | 4      | 4       | 4      | 12    |

## Спортивные объекты
| Дворец Водных видов спорта |
| -------------------------- |
|                            |
| Вместимость: 4 200         |